# إليوت من كوكب الأرض
إليوت من كوكب الأرض (بالإنجليزية:Elliott from Earth) هو مسلسل رسوم متحركة تلفزيوني أنشأه جيوم كاسوتو ونايك مايك جريفز وتوني هال لصالح كرتون نتورك من إنتاج أستديوهات هانا-باربيرا أوروبا. عُرض لأول مرة في المملكة المتحدة في 6 مارس 2021، وفي الولايات المتحدة عُرض لأول مرة في 29 مارس 2021.

## قصة المسلسل
يحكى المسلسل عن إليوت البالغ من العمر 11 عامًا ووالدته الجيولوجية فرانكي حول النيازك بحثًا عن النيازك على الأرض، حتى يتمكن فرانكي من دراسة صخرة عمرها 65 مليون عام ويبدو أنها من الفضاء ولكنها تفتقر إلى قشرة الانصهار. في إحدى الليالي، قام الاثنان بتشغيل الصخرة عن طريق الخطأ، وكشفا أنها تقنية يمكن أن تتحول إلى مجال نقل وتطلق في الفضاء. تنقلهم الكرة إلى جانب آخر من الكون، حيث ينتهي بهم الأمر في محطة فضائية كبيرة تسمى سنتريوم. هناك يلتقون بديناصور يدعى صوور ، وينتهي بهم الأمر بفقدان الصخرة في برية المحيط الحيوي. يستكشف الثلاثة بيئتهم الجديدة ويلتقون بسكانها الفضائيين، ويشقون طريقهم في النهاية إلى المدينة في سنتريوم حيث يجدون منزلًا جديدًا لأنفسهم. في مدينة سنتريوم، يواصل الثلاثة التعود على أساليب الحياة هناك واستكشاف عجائب منزلهم الجديد، بينما تواصل فرانكي بحثها عن إجابات حول الصخرة الغامضة.